# 神葉理世
神葉 理世（しんば りぜ、年齢非公開 - ）は、日本の漫画家。
以前は神葉里世（読み方は同じ）名義で活動していた。
好きな芸能人はB'z、Gackt、MALICE MIZER、SOFT BALLETなど。

## エピソード
- 『美男の殿堂』の連載準備とともに上京した。[1]
- 人前が苦手らしく、声優の前で挨拶やスピーチをした時は、犯行を自供する犯人の気分になったという[2]

## コミックス

### BL作品
マガジン・マガジン Juneコミックス（ピアスシリーズ）
- 2000年12月『放熱JIVE...』（神葉里世名義） ISBN 978-4-906011-93-3
- 2002年9月『拘束志願!?』 ISBN 978-4-89644-024-9

芳文社 花音コミックス
- 2002年9月『おイタしちゃった』 ISBN 978-4-8322-8223-0
- 2004年7月『きみに、メロメロ。』 ISBN 978-4-8322-8306-0
- 2005年9月『抱きしめても怒りませんか？』 ISBN 978-4-8322-8364-0
- 2006年8月『僕の恋の話・ヒメゴト』 ISBN 978-4-8322-8413-5

ビブロス※ALL絶版 ビーボーイコミックス
- 2002年6月『たぶんバラ色の人生』 ISBN 978-4-8352-1344-6
- 2003年6月『美男の殿堂』 ISBN 978-4-8352-1462-7
- 2004年9月『美男の殿堂Z』 ISBN 978-4-8352-1649-2
- 2004年9月『吠える！有頂天BO-ZE』 ISBN 978-4-8352-1648-5
- 2005年7月『愛人☆淫魔』 ISBN 978-4-8352-1766-6

リブレ出版 ビーボーイコミックス
- 2006年8月10日『愛人☆淫魔ver.PINK（愛人淫魔2）』 ISBN 978-4-86263-024-7
- 2007年3月1日『愛人☆淫魔（新装版）』 ISBN 978-4-86263-136-7

エンターブレイン B's-LOVEY COMICS
- 2007年1月『キャラメリゼ！』 ISBN 978-4-7577-3318-3
- 2007年1月『美男の殿堂DX』 ISBN 978-4-7577-3317-6

### TL作品
笠倉出版社 カルトコミックス Sweetセレクション
- 2002年8月『あのこがほしい』（絶版） ISBN 978-4-7730-0657-5
- 2004年7月『あのこがほしい』（新装版） ISBN 978-4-7730-9507-4

### 一般作品
角川文庫 ASUKA COMICS Honey
- 2004年1月『GO!GO!HEAVEN!!』 ISBN 978-4-04-924960-6

エンターブレイン comic B's-LOG
- 2007年7月 - 連載中『腐女子彼女。』（原作：ぺんたぶ）
  - 1巻 2007年12月13日初版 ISBN 978-4-7577-3899-7
  - 2巻 2008年4月11日初版 ISBN 978-4-7577-4111-9

## ノベルスカット
角川書店 ルビー文庫
- 2002年9月『夜伽の国の王子さま』日向唯稀 著 ISBN 978-4-04-444004-6
- 2003年4月『強引マイ・プリンス―夜伽の国の王子さま(2)』日向唯稀 著 ISBN 978-4-04-444005-3
- 2003年9月『くされ縁の法則(1) トライアングル・ラブ・バトル』吉原理恵子 著 ISBN 978-4-04-434221-0
- 2004年1月29日『くされ縁の法則(2) 熱情のバランス』吉原理恵子 著 ISBN 978-4-04-434222-7
- 2005年5月29日『くされ縁の法則(3) 独占欲のスタンス』吉原理恵子 著 ISBN 978-4-04-434225-8
- 2006年12月『くされ縁の法則(4) 激震のタービュランス』吉原理恵子 著 ISBN 978-4-04-434229-6
- 2007年2月『くちびるから愛をきざもう』崎谷はるひ 著 ISBN 978-4-04-446818-7
- 2007年8月31日『くされ縁の法則(5) 情動のメタモルフォーゼ』吉原理恵子 著 ISBN 978-4-04-434230-2

集英社 コバルト文庫
- 2005年9月『あまくない恋、あまい彼』鹿住槙 著 ISBN 978-4-08-600656-9
- 2006年4月『双翼紅夢』真船るのあ 著 ISBN 978-4-08-600764-1

講談社 X文庫ホワイトハート
- 2005年4月29日『僕は野球に恋をした』樹生かなめ 著 ISBN 978-4-06-255800-6
- 2005年7月『僕は野球に恋をした2〜初勝利編』樹生かなめ 著 ISBN 978-4-06-255814-3
- 2006年4月28日『カッパでも愛してる』樹生かなめ 著 ISBN 978-4-06-255873-0
- 2006年7月1日『なにがなんでも愛してる』樹生かなめ 著 ISBN 978-4-06-255885-3

幻冬舎 ルチル文庫
- 2006年5月16日『オオカミ的恋愛論』麻生雪奈 著 ISBN 978-4-344-80764-8

徳間書店 Chara文庫
- 2006年6月27日『誘拐犯は華やかに』愁堂れな 著 ISBN 978-4-19-900396-7

マガジン・マガジン ピアスノベルス
- 2002年4月『夜には凍る道』西条公威 著 ISBN 978-4-914967-22-2
- 2003年11月『あげ★ちん〜ギャンブラーの憂鬱〜』飛田もえ 著 ISBN 978-4-914967-41-3
- 2004年3月6日『極楽浄土はどこにある』樹生かなめ 著 ISBN 978-4-914967-45-1
- 2004年10月8日『らぶ★ちん〜ギャンブラーの受難〜』飛田もえ 著 ISBN 978-4-914967-72-7

心交社 ショコラノベルスHYPER
- 2001年10月『夢をみてるみたいに』崎谷はるひ 著 ISBN 978-4-88302-654-8

ビブロス ビーボーイノベルズ
- 2001年11月『ガラスの森、恋の花』桃さくら 著 ISBN 978-4-8352-1271-5

ハイランド ラキアノベルズ
- 2002年10月『むくちなウサギ』神城真 著 ISBN 978-4-89486-224-1

オークラ出版 アクアノベルズ
- 2002年6月『ゴージャスに愛して！』名倉和希 著 ISBN 978-4-87278-988-1
- 2004年1月23日『恋の独占契約』真崎ひかる 著 ISBN 978-4-7755-0279-2

イースト・プレス アズノベルズ
- 2004年4月1日『ペットのお仕事』葵ゆきの 著 ISBN 4-87257-441-9

茜新社 オヴィスノベルズ
- 2002年9月『youthful days』谷崎泉 著 ISBN 4-87182-530-2
- 2004年4月『独裁者の恋人』高峰あいす 著 ISBN 4-87182-660-0

## その他
- 百合姫Wildrose - 第6巻カバーイラスト

## ドラマCDジャケット
- 2004年11月25日『トライアングル・ラブ・バトル 〜くされ縁の法則〜』 MMCC-3053
- 2005年6月24日『熱情のバランス〜くされ縁の法則2〜』 MMCC-3070
- 2006年1月28日『愛人☆淫魔』
- 2006年10月25日『僕の恋の話・ヒメゴト』 MMCC-3093
- 2007年1月19日『美男の殿堂』 BJCA-58
- 2007年3月21日『独占欲のスタンス〜くされ縁の法則3〜』 MMCC-3096
- 2007年10月24日『美男の殿堂 第2パレス』 BJCA-75
- 2010年3月25日『ロミオとジュリエット』　BJCA-0149